# Vesak

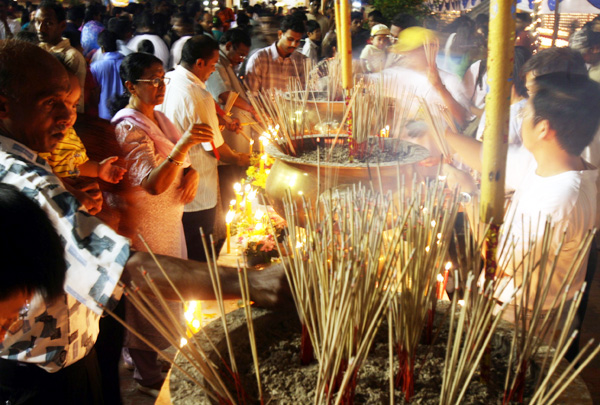
Vesak in Malesia

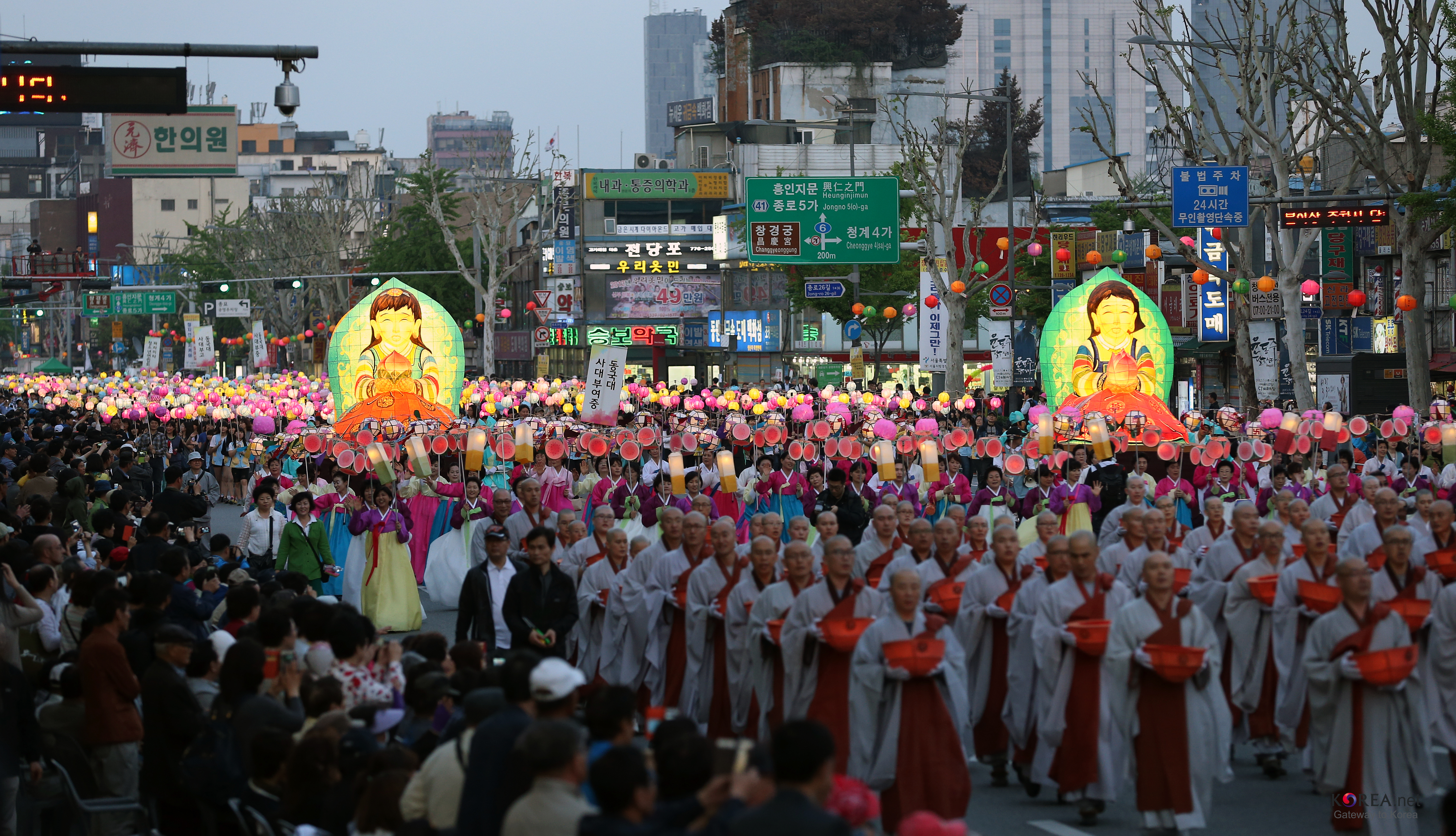
Vesak a Seul

Il Vesak (pali: Vesākha; sanscrito: Vaiśākha) è una festività buddista, che celebra la nascita, l'illuminazione e il parinirvāṇa del Buddha storico.

## In Italia
In Italia il Vesak si celebra, in base a un accordo tra l'Unione Buddista Italiana e il Governo italiano, l'ultima domenica di maggio.
Fino al 2012, ogni anno è stata scelta una diversa città per le manifestazioni religiose e per i congressi più importanti: nel 2005 Napoli, nel 2006 Padova, nel 2007 Roma nel 2008 Verona, nel 2009 Palermo, nel 2010 Milano, nel 2011 Salsomaggiore, nel 2012 Bordo di Viganella; nel 2013 e nel 2014, invece, gli eventi si sono svolti in più luoghi contemporaneamente.
In occasione della festività del 2014, papa Francesco inviò un documento intitolato "Buddisti e Cristiani alla ricerca della fraternità", nel quale affermò che «la fraternità è una qualità essenziale all'uomo, in quanto essere relazionale. una consapevolezza vivente della nostra natura relazionale ci aiuta a riconoscere e trattare ogni persona come un vero fratello o una vera sorella; senza fraternità è impossibile edificare una società giusta e una pace solida e duratura».